# Olympische Sommerspiele 2024/Kanu – Einer-Kajak-Cross Slalom (Männer)
Der Kanuslalomwettbewerb Kajakcross-Einer der Männer (Kurzbezeichnung: KX1) bei den Olympischen Spielen 2024 in Paris wurde vom 3. bis 5. August ausgetragen. Es war die erste Auflage des Wettkampfs bei Olympischen Spielen. Schauplatz der Wettkämpfe war das Stade d’eau vive Vaires-sur-Marne im Ort Vaires-sur-Marne, der sich östlich des Großraums Paris befindet.

## Ergebnisse

### Zeitfahren
| Rang | #  | Athlet              | Nation               | Zeit    | Anmerkung |
| ---- | -- | ------------------- | -------------------- | ------- | --------- |
| 1    | 1  | Joseph Clarke       | Großbritannien       | 66,08 s |           |
| 2    | 11 | Pedro Gonçalves     | Brasilien            | 66,41 s |           |
| 3    | 13 | Titouan Castryck    | Frankreich           | 67,29 s |           |
| 4    | 2  | Boris Neveu         | Frankreich           | 67,48 s |           |
| 5    | 3  | Giovanni De Gennaro | Italien              | 67,71 s |           |
| 6    | 6  | Finn Butcher        | Neuseeland           | 67,74 s |           |
| 7    | 5  | Felix Oschmautz     | Österreich           | 67,87 s |           |
| 8    | 18 | Noah Hegge          | Deutschland          | 68,01 s |           |
| 9    | 14 | Mateusz Polaczyk    | Polen                | 68,11 s |           |
| 10   | 8  | Manuel Ochoa        | Spanien              | 68,66 s |           |
| 11   | 16 | Miquel Travé        | Spanien              | 68,70 s |           |
| 12   | 24 | Salim Jemai         | Tunesien             | 68,91 s |           |
| 13   | 17 | Quan Xin            | China                | 69,13 s |           |
| 14   | 22 | Noel Hendrick       | Irland               | 69,31 s |           |
| 15   | 23 | Lukáš Rohan         | Tschechien           | 69,80 s |           |
| 16   | 12 | Isak Öhrström       | Schweden             | 70,29 s |           |
| 17   | 15 | Mathis Soudi        | Marokko              | 70,53 s |           |
| 18   | 33 | Liam Jegou          | Irland               | 70,81 s |           |
| 19   | 27 | Jakub Grigar        | Slowakei             | 71,18 s |           |
| 20   | 9  | Timothy Anderson    | Australien           | 71,41 s |           |
| 21   | 32 | Jiří Prskavec       | Tschechien           | 71,71 s |           |
| 22   | 19 | Tristan Carter      | Australien           | 72,94 s |           |
| 23   | 25 | Matej Beňuš         | Slowakei             | 73,54 s |           |
| 24   | 10 | Alex Baldoni        | Kanada               | 73,70 s |           |
| 25   | 35 | Benjamin Savšek     | Slowenien            | 74,18 s |           |
| 26   | 30 | Adam Burgess        | Großbritannien       | 74,66 s |           |
| 27   | 34 | Matija Marinić      | Kroatien             | 74,80 s |           |
| 28   | 4  | Martin Dougoud      | Schweiz              | 74,89 s |           |
| 29   | 29 | Joris Otten         | Niederlande          | 75,95 s |           |
| 30   | 21 | Andy Barat          | Komoren              | 76,95 s |           |
| 31   | 31 | Yves Bourhis        | Senegal              | 78,15 s |           |
| 32   | 28 | Amir Rezanejad      | Refugee Olympic Team | 79,15 s |           |
| 33   | 37 | Casey Eichfeld      | Vereinigte Staaten   | 81,13 s |           |
| 34   | 20 | Yūki Tanaka         | Japan                | 81,35 s |           |
| 35   | 38 | Grzegorz Hedwig     | Polen                | 81,42 s |           |
| 36   | 36 | Wu Shao-hsuan       | Chinesisch Taipeh    | 82,73 s |           |
| 37   | 26 | Peter Kauzer        | Slowenien            | 70,74 s | FLT (8)   |
| 38   | 7  | Stefan Hengst       | Deutschland          | 69,67 s | FLT (6)   |

### 1. Runde
| Rang | #  | Athlet         | Nation             | Anmerkung |
| ---- | -- | -------------- | ------------------ | --------- |
| 1    | 1  | Joseph Clarke  | Großbritannien     |           |
| 2    | 12 | Salim Jemai    | Tunesien           |           |
| 3    | 33 | Casey Eichfeld | Vereinigte Staaten | FLT (2)   |

| Rang | #  | Athlet          | Nation               | Anmerkung   |
| ---- | -- | --------------- | -------------------- | ----------- |
| 1    | 13 | Quan Xin        | China                |             |
| 2    | 2  | Pedro Gonçalves | Brasilien            | FLT (S)     |
| 3    | 32 | Amir Rezanejad  | Refugee Olympic Team | FLT (6,7,8) |

| Rang | #  | Athlet           | Nation     | Anmerkung |
| ---- | -- | ---------------- | ---------- | --------- |
| 1    | 3  | Titouan Castryck | Frankreich |           |
| 2    | 31 | Yves Bourhis     | Senegal    |           |
| 3    | 14 | Noel Hendrick    | Irland     |           |

| Rang | #  | Athlet      | Nation     | Anmerkung |
| ---- | -- | ----------- | ---------- | --------- |
| 1    | 4  | Boris Neveu | Frankreich |           |
| 2    | 15 | Lukáš Rohan | Tschechien |           |
| 3    | 30 | Andy Barat  | Komoren    |           |

| Rang | #  | Athlet              | Nation      | Anmerkung |
| ---- | -- | ------------------- | ----------- | --------- |
| 1    | 5  | Giovanni De Gennaro | Italien     |           |
| 2    | 16 | Isak Öhrström       | Schweden    |           |
| 3    | 29 | Joris Otten         | Niederlande |           |

| Rang | #  | Athlet         | Nation     | Anmerkung |
| ---- | -- | -------------- | ---------- | --------- |
| 1    | 6  | Finn Butcher   | Neuseeland |           |
| 2    | 28 | Martin Dougoud | Schweiz    |           |
| 3    | 17 | Mathis Soudi   | Marokko    |           |

| Rang | #  | Athlet          | Nation      | Anmerkung |
| ---- | -- | --------------- | ----------- | --------- |
| 1    | 7  | Felix Oschmautz | Österreich  |           |
| 2    | 38 | Stefan Hengst   | Deutschland |           |
| 3    | 27 | Matija Marinić  | Kroatien    | FLT (3)   |
| 4    | 18 | Liam Jegou      | Irland      | FLT (2,8) |

| Rang | #  | Athlet       | Nation         | Anmerkung |
| ---- | -- | ------------ | -------------- | --------- |
| 1    | 8  | Noah Hegge   | Deutschland    |           |
| 2    | 19 | Jakub Grigar | Slowakei       |           |
| 3    | 37 | Peter Kauzer | Slowenien      |           |
| 4    | 26 | Adam Burgess | Großbritannien |           |

| Rang | #  | Athlet           | Nation            | Anmerkung |
| ---- | -- | ---------------- | ----------------- | --------- |
| 1    | 20 | Timothy Anderson | Australien        |           |
| 2    | 9  | Mateusz Polaczyk | Polen             |           |
| 3    | 36 | Wu Shao-hsuan    | Chinesisch Taipeh |           |
| 4    | 25 | Benjamin Savšek  | Slowenien         | FLT (2)   |

| Rang | #  | Athlet          | Nation     | Anmerkung |
| ---- | -- | --------------- | ---------- | --------- |
| 1    | 10 | Manuel Ochoa    | Spanien    |           |
| 2    | 24 | Alex Baldoni    | Kanada     |           |
| 3    | 21 | Jiří Prskavec   | Tschechien | FLT (8)   |
| 4    | 35 | Grzegorz Hedwig | Polen      | FLT (3)   |

| Rang | #  | Athlet         | Nation     | Anmerkung |
| ---- | -- | -------------- | ---------- | --------- |
| 1    | 11 | Miquel Travé   | Spanien    |           |
| 2    | 34 | Yūki Tanaka    | Japan      |           |
| 3    | 23 | Matej Beňuš    | Slowakei   |           |
| 4    | 22 | Tristan Carter | Australien | FLT (1)   |

### Hoffnungslauf
| Rang | #  | Athlet        | Nation            | Anmerkung |
| ---- | -- | ------------- | ----------------- | --------- |
| 1    | 14 | Noel Hendrick | Irland            |           |
| 2    | 36 | Wu Shao-hsuan | Chinesisch Taipeh |           |
| 3    | 23 | Matej Beňuš   | Slowakei          | FLT (2)   |

| Rang | #  | Athlet          | Nation    | Anmerkung |
| ---- | -- | --------------- | --------- | --------- |
| 1    | 35 | Grzegorz Hedwig | Polen     |           |
| 2    | 25 | Benjamin Savšek | Slowenien |           |
| 3    | 17 | Mathis Soudi    | Marokko   | FLT (S)   |

| Rang | #  | Athlet         | Nation             | Anmerkung |
| ---- | -- | -------------- | ------------------ | --------- |
| 1    | 18 | Liam Jegou     | Irland             |           |
| 2    | 26 | Adam Burgess   | Großbritannien     |           |
| 3    | 33 | Casey Eichfeld | Vereinigte Staaten |           |

| Rang | #  | Athlet         | Nation               | Anmerkung |
| ---- | -- | -------------- | -------------------- | --------- |
| 1    | 21 | Jiří Prskavec  | Tschechien           |           |
| 2    | 27 | Matija Marinić | Kroatien             |           |
| 3    | 32 | Amir Rezanejad | Refugee Olympic Team |           |

| Rang | #  | Athlet         | Nation      | Anmerkung |
| ---- | -- | -------------- | ----------- | --------- |
| 1    | 22 | Tristan Carter | Australien  |           |
| 2    | 37 | Peter Kauzer   | Slowenien   |           |
| 3    | 29 | Joris Otten    | Niederlande |           |
| 4    | 30 | Andy Barat     | Komoren     | FLT (8)   |

### Vorläufe
| Rang | #  | Athlet        | Nation         | Anmerkung |
| ---- | -- | ------------- | -------------- | --------- |
| 1    | 1  | Joseph Clarke | Großbritannien |           |
| 2    | 17 | Jakub Grigar  | Slowakei       |           |
| 3    | 32 | Peter Kauzer  | Slowenien      |           |
| 4    | 16 | Isak Öhrström | Schweden       | FLT (6)   |

| Rang | #  | Athlet        | Nation     | Anmerkung |
| ---- | -- | ------------- | ---------- | --------- |
| 1    | 8  | Manuel Ochoa  | Spanien    |           |
| 2    | 25 | Jiří Prskavec | Tschechien |           |
| 3    | 24 | Liam Jegou    | Irland     |           |
| 4    | 9  | Miquel Travé  | Spanien    | FLT (8)   |

| Rang | #  | Athlet          | Nation     | Anmerkung |
| ---- | -- | --------------- | ---------- | --------- |
| 1    | 5  | Finn Butcher    | Neuseeland |           |
| 2    | 28 | Benjamin Savšek | Slowenien  |           |
| 3    | 21 | Yūki Tanaka     | Japan      | FLT (8)   |
| 4    | 12 | Pedro Gonçalves | Brasilien  | FLT (2)   |

| Rang | #  | Athlet              | Nation         | Anmerkung |
| ---- | -- | ------------------- | -------------- | --------- |
| 1    | 4  | Giovanni De Gennaro | Italien        |           |
| 2    | 13 | Mateusz Polaczyk    | Polen          |           |
| 3    | 20 | Yves Bourhis        | Senegal        |           |
| 4    | 29 | Adam Burgess        | Großbritannien |           |

| Rang | #  | Athlet         | Nation     | Anmerkung |
| ---- | -- | -------------- | ---------- | --------- |
| 1    | 3  | Boris Neveu    | Frankreich |           |
| 2    | 19 | Martin Dougoud | Schweiz    |           |
| 3    | 14 | Salim Jemai    | Tunesien   |           |
| 4    | 30 | Matija Marinić | Kroatien   | FLT (R)   |

| Rang | #  | Athlet           | Nation      | Anmerkung |
| ---- | -- | ---------------- | ----------- | --------- |
| 1    | 11 | Timothy Anderson | Australien  |           |
| 2    | 27 | Grzegorz Hedwig  | Polen       |           |
| 3    | 6  | Felix Oschmautz  | Österreich  |           |
| 4    | 22 | Stefan Hengst    | Deutschland |           |

| Rang | #  | Athlet         | Nation      | Anmerkung |
| ---- | -- | -------------- | ----------- | --------- |
| 1    | 7  | Noah Hegge     | Deutschland |           |
| 2    | 26 | Tristan Carter | Australien  |           |
| 3    | 23 | Noel Hendrick  | Irland      |           |
| 4    | 10 | Quan Xin       | China       | FLT (8)   |

| Rang | #  | Athlet           | Nation            | Anmerkung |
| ---- | -- | ---------------- | ----------------- | --------- |
| 1    | 2  | Titouan Castryck | Frankreich        |           |
| 2    | 15 | Lukáš Rohan      | Tschechien        |           |
| 3    | 31 | Wu Shao-hsuan    | Chinesisch Taipeh |           |
| 4    | 18 | Alex Baldoni     | Kanada            |           |

### Viertelfinale
| Rang | #  | Athlet        | Nation         | Anmerkung |
| ---- | -- | ------------- | -------------- | --------- |
| 1    | 1  | Joseph Clarke | Großbritannien |           |
| 2    | 17 | Jakub Grigar  | Slowakei       |           |
| 3    | 25 | Jiří Prskavec | Tschechien     |           |
| 4    | 8  | Manuel Ochoa  | Spanien        | FLT (8)   |

| Rang | #  | Athlet              | Nation     | Anmerkung |
| ---- | -- | ------------------- | ---------- | --------- |
| 1    | 5  | Finn Butcher        | Neuseeland |           |
| 2    | 13 | Mateusz Polaczyk    | Polen      |           |
| 3    | 28 | Benjamin Savšek     | Slowenien  |           |
| 4    | 4  | Giovanni De Gennaro | Italien    |           |

| Rang | #  | Athlet           | Nation     | Anmerkung |
| ---- | -- | ---------------- | ---------- | --------- |
| 1    | 3  | Boris Neveu      | Frankreich |           |
| 2    | 19 | Martin Dougoud   | Schweiz    |           |
| 3    | 11 | Timothy Anderson | Australien |           |
| 4    | 27 | Grzegorz Hedwig  | Polen      |           |

| Rang | #  | Athlet           | Nation      | Anmerkung   |
| ---- | -- | ---------------- | ----------- | ----------- |
| 1    | 7  | Noah Hegge       | Deutschland |             |
| 2    | 15 | Lukáš Rohan      | Tschechien  |             |
| 3    | 2  | Titouan Castryck | Frankreich  | FLT (3)     |
| 4    | 26 | Tristan Carter   | Australien  | FLT (R,6,8) |

### Halbfinale
| Rang | #  | Athlet           | Nation         | Anmerkung |
| ---- | -- | ---------------- | -------------- | --------- |
| 1    | 1  | Joseph Clarke    | Großbritannien |           |
| 2    | 5  | Finn Butcher     | Neuseeland     |           |
| 3    | 17 | Jakub Grigar     | Slowakei       |           |
| 4    | 13 | Mateusz Polaczyk | Polen          |           |

| Rang | #  | Athlet         | Nation      | Anmerkung |
| ---- | -- | -------------- | ----------- | --------- |
| 1    | 7  | Noah Hegge     | Deutschland |           |
| 2    | 15 | Lukáš Rohan    | Tschechien  |           |
| 3    | 3  | Boris Neveu    | Frankreich  |           |
| 4    | 19 | Martin Dougoud | Schweiz     | FLT (6)   |

### Finale
| Rang | #  | Athlet        | Nation         | Anmerkung |
| ---- | -- | ------------- | -------------- | --------- |
| 1    | 5  | Finn Butcher  | Neuseeland     |           |
| 2    | 1  | Joseph Clarke | Großbritannien |           |
| 3    | 7  | Noah Hegge    | Deutschland    |           |
| 4    | 15 | Lukáš Rohan   | Tschechien     |           |

| Rang | #  | Athlet           | Nation     | Anmerkung |
| ---- | -- | ---------------- | ---------- | --------- |
| 1    | 19 | Martin Dougoud   | Schweiz    |           |
| 2    | 17 | Jakub Grigar     | Slowakei   |           |
| 3    | 3  | Boris Neveu      | Frankreich |           |
| 4    | 13 | Mateusz Polaczyk | Polen      | FLT (1)   |

### Endstand
| Rang | #  | Athlet              | Nation               |
| ---- | -- | ------------------- | -------------------- |
| 1    | 5  | Finn Butcher        | Neuseeland           |
| 2    | 1  | Joseph Clarke       | Großbritannien       |
| 3    | 7  | Noah Hegge          | Deutschland          |
| 4    | 15 | Lukáš Rohan         | Tschechien           |
| 5    | 19 | Martin Dougoud      | Schweiz              |
| 6    | 17 | Jakub Grigar        | Slowakei             |
| 7    | 3  | Boris Neveu         | Frankreich           |
| 8    | 13 | Mateusz Polaczyk    | Polen                |
| 9    | 2  | Titouan Castryck    | Frankreich           |
| 10   | 11 | Timothy Anderson    | Australien           |
| 11   | 25 | Jiří Prskavec       | Tschechien           |
| 12   | 28 | Benjamin Savšek     | Slowenien            |
| 13   | 4  | Giovanni De Gennaro | Italien              |
| 14   | 8  | Manuel Ochoa        | Spanien              |
| 15   | 26 | Tristan Carter      | Australien           |
| 16   | 27 | Grzegorz Hedwig     | Polen                |
| 17   | 5  | Felix Oschmautz     | Österreich           |
| 18   | 24 | Salim Jemai         | Tunesien             |
| 19   | 31 | Yves Bourhis        | Senegal              |
| 20   | 20 | Yūki Tanaka         | Japan                |
| 21   | 22 | Noel Hendrick       | Irland               |
| 22   | 33 | Liam Jegou          | Irland               |
| 23   | 23 | Wu Shao-hsuan       | Chinesisch Taipeh    |
| 24   | 26 | Peter Kauzer        | Slowenien            |
| 25   | 16 | Miquel Travé        | Spanien              |
| 26   | 13 | Quan Xin            | China                |
| 27   | 11 | Pedro Gonçalves     | Brasilien            |
| 28   | 12 | Isak Öhrström       | Schweden             |
| 29   | 10 | Alex Baldoni        | Kanada               |
| 30   | 7  | Stefan Hengst       | Deutschland          |
| 31   | 30 | Adam Burgess        | Großbritannien       |
| 32   | 34 | Matija Marinić      | Kroatien             |
| 33   | 33 | Mathis Soudi        | Marokko              |
| 34   | 25 | Matej Beňuš         | Slowakei             |
| 35   | 35 | Joris Otten         | Niederlande          |
| 36   | 36 | Amir Rezanejad      | Refugee Olympic Team |
| 37   | 37 | Casey Eichfeld      | Vereinigte Staaten   |
| 38   | 38 | Andy Barat          | Komoren              |